# El Pinar de El Hierro
El Pinar de El Hierro (eller El Pinar) är en spansk kommun som tillhör provinsen Santa Cruz de Tenerife (Kanarieöarna).Antalet invånare är 2 010 (2024). Arealen uppgår till 82,74 km2. Den ligger i södra änden av ön El Hierro. Kommunens centralort är El Pinar, den ligger 27 kilometer söder om Valverde i en trakt som kallas Risco de los Herreños. El Pinar är den kommun som ligger längst söderut i hela Spanien, och den som ligger näst längst västerut. Det är också den spanska kommun som ligger längst bort från landets huvudstad Madrid, till vilken avståndet är 1916 km fågelvägen.

## Etymologi

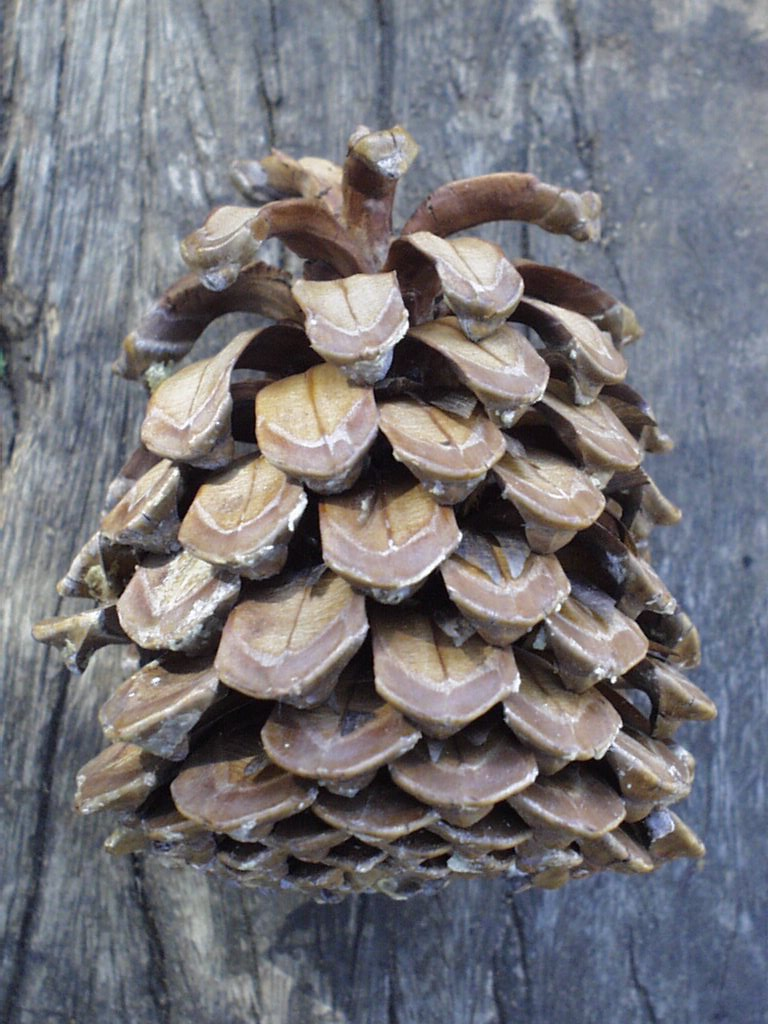
En piña (kotte) av kanarietall.

Samhällena Taibique och Las Casas, som ligger i södra gränsen av de stora skogarna med kanarietall som upptar en stor del av kommunens yta, utgör tillsammans El Pinar. Samhällets namn kommer alltså från den rikliga skogen som man kan finna i detta område av ön och som under många sekel har varit betydelsefull för dess befolkning.
Piña är kanarietallens frukt, och från detta bildas benämningen piñeros ("kottar"), under vilket namn man känner invånarna i El Pinar de El Hierro. 

### Geografiska gränser
El Pinar de El Hierro gränsar i norr och nordväst till Frontera och i nordöst till Valverde.

### Konsthantverk
I El Pinar finns keramiker som i sitt konsthantverk ger utlopp för sin fantasi och kombinerar lera från ön med importerad keramiklera, för att tillverkar krukor och porslin för matlagning, traditionella föremål, reproduktioner av lokal keramik och andra konsthantverksarbeten. 
Andra konstnärliga yttringar som hålls levande i El Pinar är hojalateros, som skapar olika föremål genom återvinning av konservburkar och bleckplåt, och tejedoras, kvinnor som spinner och väver för hand med primitiva vävstolar av trä, och använder garn och tygremsor för att tillverka traditionella säckar, mångfärgade sängöverkast, filtar och bonader.
Träsnideri, främst trä från mullbärsträd, tall, bok och kastanj, är en annan specialitet. Man tillverkar tallrikar, slevar, tunnor, pincetter för att plocka fikonkaktus (tunos), och andra verktyg.
Den här artikeln är helt eller delvis baserad på material från spanskspråkiga Wikipedia, El Pinar de El Hierro, 10 mars 2014.